# الحركة الإسلامية في إسرائيل
الحركة الإسلامية في (فلسطين 48، أو الداخل الفلسطيني، أو الخط الأخضر). و(بالعبرية: התנועה האסלאמית، «هاتنوعاه هإسلاميت»، وتعني: «الحركة الإسلامية»). هي حركة دينية سياسية تأسست في عام 1971 على يد الشيخ عبد الله نمر درويش. يكمنُ نشاطها بين العرب المسلمين الذين يحملون الجنسية الإسرائيلية، و ليس لها علاقة مُباشرة بحركة الإخوان المسلمين؛ إلا أن مبادئها متشابهة. تعمل الحركة الإسلامية في مجالين رئيسيين في الخدمات الدينية والاجتماعية. الحركة الإسلامية منقسمة إلى قسمين مختلفين تماماً وهما الحركة الإسلامية في الجناح الشمالي وكانت بقيادة الشيخ رائد صلاح إلى أن تم حظرها في إسرائيل في 2015، والحركة الإسلامية في الجنوب ولم يتم حظرها وما زالت تعمل في إسرائيل.
بعد توقيع إسرائيل ومنظمة التحرير الفلسطينية على اتفاقية أوسلو في عام 1993، والاعتراف المتبادل بينهما، وقع خلاف بين قادة الحركة بشأن تأييد هذه المبادرة. ففي عام 1996 انقسمت الحركة الإسلامية إلى قسمين هما: «الجناح الشمالي» بقيادة الشيخ رائد صلاح، و«الجناح الجنوبي» بقيادة الشيخ حماد أبو دعابس. ويتمحور الخلاف بينهما حول المشاركة بالانتخابات البرلمانية للكنيست الإسرائيلي، حيث يؤيد الجناح الجنوبي المشاركة بها، بينما الجناح الشمالي يدعو لمقاطعتها.
في 17 نوفمبر 2015 أعلن مجلس الوزراء الأمني برئاسة رئيس الحكومة بنيامين نتنياهو، أن الجناح الشمالي للحركة الإسلامية تنظيمًا غير مشروع. وتم إستدعاء عددًا من قيادتها للتحقيق، وتلقت 17 جمعية ومؤسسة تابعة لها أوامر حظر نشاطها. الأمر الذي لاقى استنكار مؤيدي الحركة واحتجاجهم وخروجهم بمظاهرات ومسيرات عديدة تنديدًا بهذا القرار.

## الجناح الشمالي في الحركة يختلف تماماً عن الجناح الجنوبي
الحركة الإسلامية منقسمة إلى قسمين مختلفين تماماً وهما الحركة الإسلامية في الجناح الشمالي وكانت بقيادة الشيخ رائد صلاح إلى أن حظرتها إسرائيل في 2015 ، والحركة الإسلامية في الجنوب ما زالت تعمل ولم تحظر في إسرائيل.

### الجناح الشمالي
الجناح الشمالي محظور في إسرائيل لمواقفه المقاومة للاحتلال الإسرائيلي، الشيخ رائد صلاح أُعتُقِلَ كثيرًا من المرات، والشيخ كمال الخطيب أعتُقِلَ أيضًا كثيرًا من المرات وقبعا في السجون الإسرائيلية مدة طويلة.

### الجناح الجنوبي
الجناح الجنوبي يشارك في الكنيست الإسرائيلي ويتبنى سياسة مختلفة تماماً عن سياسة الجناح الشمالي، ومواقفه مختلفة أيضاً أمام الاحتلال الإسرائيلي.

## الجذور
تعود جذور الحركة الإسلامية في إسرائيل إلى أوائل السبعينيات حيث تضافرت عدة عوامل أدت إلى تصاعد التيار الإسلامي لدى عرب 48، من أهمها حرب 1967 التي أدت إلى فقدان الثقة بالأنظمة السياسية العربية القائمة. واستئناف الاتصال المباشر بالفلسطينيين وعلماء الدين في الضفة الغربية وقطاع غزة إثر حرب 1967 بشكل أوجد حوافز منشطة للعودة إلى الدين، وساعد على هذا نشاط الحركات الإسلامية في الضفة والقطاع، مثل حركات الإخوان المسلمون وحزب التحرير الإسلامي والجهاد. وقد توجه عدد كبير من الشباب العربي إلى الدراسة في الكليات الإسلامية في الضفة الغربية، مثل كلية الشريعة في الخليل والمعهد الديني في نابلس الذي تخرج منه الشيخ عبد الله نمر درويش مؤسس الحركة الإسلامية. ومن العوامل أيضًا اندلاع الثورة الإيرانية الإسلامية وتحقيقها فكرة إقامة دولة إسلامية. وأيضًا تراجع الفكر اليساري في الدول العربية لحساب الاتجاه الإسلامي، وتعاظم دور الحركات الإسلامية في العالم العربي.
وقد ظهرت النواة الأساسية للحركة الإسلامية في إسرائيل بمنطقة المثلث عام 1971، وهي منطقة أكثر سكانها عرب مسلمين، تمتد من كفر قاسم إلى أم الفحم قرب الحدود بين إسرائيل والضفة الغربية. ثم توسعت الحركة بعد ذلك وأقامت مراكز في منطقتي الجليل والنقب. في عام 1971 تخرج الشيخ عبد الله نمر درويش من المدرسة الإسلامية (المعهد الديني) في نابلس، وبدأ يدعو إلى العودة إلى الإسلام ويعمل على بناء جيل يحمل الإسلام عقيدة وشريعة ونظام حياة. في عام 1972 أقام أول نواة للحركة الإسلامية في كفر قاسم حيث اقتصر على نشر الدعوة حتى عام 1974، وبدأت دعوته (العودة إلى الإسلام) تصل إلى القرى المجاورة كفر برا وجلجولية والطيبة.
وفي عام 1978 وصلت الدعوة إلى أم الفحم وباقة الغربية وجت شمالي منطقة المثلث. وفي عام 1979 وصلت إلى النقب، وفي عام 1980 وصلت إلى الناصرة وبعض قرى الجليل. في عام 1981 ألقي القبض على الشيخ عبد الله نمر درويش وحُكم عليه بالسجن 4 سنوات، أمضى منها 3، وأفرج عنه في عام 1984، وكانت التهمة التي أدين بها صلته بتنظيم سري إسلامي (أسرة الجهاد) بعدما أتُهم أعضاء هذا التنظيم بحيازة أسلحة ومتفجرات وإشعال النيران في ممتلكات يهودية، وحكم على زعيم التنظيم فريد أبو مخ بالسجن 10 أعوام، وأطلق سراحه مع آخرين في إطار صفقة جبريل عام 1985.
ثم عاد الشيخ عبد الله نمر درويش بعد الإفراج عنه إلى بلدته كفر قاسم ليتزعم الحركة الإسلامية التي اهتمت بالبنية التحتية الاجتماعية، فأقامت شبكة من عشرات الجمعيات والروابط القانونية التي أسست بدورها رياض الأطفال، عيادات، نوادٍ رياضية، وكلية دينية. وأسست «حركة الشباب المسلم» التي ركزت نشاطها بشكل أساسي على السلطات المحلية، وحددت آلية عملها على النهوض بأوضاع فلسطينيي 48 ورعاية شؤونهم بأنفسهم بحيث يقوم المشاركون فيها بأعمال عامة مثل شق الشوارع والطرقات وإقامة محطات الوقوف والمواصلات العامة وترميم المدارس وتنظيف المقابر وبناء الصفوف الدراسية، كما تمت إقامة رياض أطفال وخدمات للمسنين ومكتبات عامة للكتب الدينية.
وكان من الطبيعي أن تدرس الحركة المستجدات، وأن تتبنى مبدأ العمل في ظل القانون، وأن تعود إلى ما بدأت به من إقامة القاعدة الأساسية، فكثفت في الثمانينات والتسعينيات من إنشاء المؤسسات الدينية التي تقدم خدمات حيوية لفلسطينيي 48؛ الأمر الذي زاد من شعبية هذه الحركة داخل صفوف الفلسطينيين، ونظرًا لما تستغله الحركة من مفهوم ديني حول تحرير القدس والمسجد الأقصى (القبلة الأولى للمسلمين). وقد جعلت هذه المبادئ التي رفعتها الحركة الإسلامية بجناحيها التيار «المعتدل» فيها يفوز في انتخابات الكنيست 1996 و1999 بمقعدين في كل مرة.

## الأيديولوجية
- نشأت الحركة الإسلامية، وتبنت فكرًا مشابهًا بل ومنبثقًا من فكر الإخوان المسلمين؛ فاهتمت بإنشاء البنية التحتية المتمثلة في المعاهد الدينية والمؤسسات والنوادي والعيادات الطبية ورياض الأطفال… هذه المنشآت أصبحت مراكز دعوة إلى الدين وغرس تعاليمه في نفوس الشبيبة العربية منذ نعومة أظافرهم، فنشأ جيل من الشباب الملتزم تجاه الحركة الإسلامية الذي يرى أن حل القضية الفلسطينية يرتبط بمبدأ الحركة «الإسلام هو الحل».

وتؤمن الحركة الإسلامية لفلسطينيي 48 بأن الإسلام هو الحل لمشكلات الجماعات البشرية والأفراد، وقد عبر أحد كبار الحركة وهو الشيخ عاطف الخطيب عن ذلك بقوله: «إن الحركة الإسلامية تؤمن بأفضلية الحل الإسلامي للقضية الفلسطينية عن طريق إقامة حكومة إسلامية على أرض فلسطين ينعم تحت حكمها المرتكز على شريعة الله اليهود والنصارى والمسلمون».
ولأن هذا الحل يبدو غير واقعي ويدرك قادة الحركة الإسلامية ذلك جيدًا؛ فقد قال الشيخ الخطيب (قبل اتفاق أوسلو): «إنهم لا يمانعون حلا وسطا مع المنظمة (منظمة التحرير الفلسطينية) يجرى من خلاله تحرير أي بقعة من فلسطين وإقامة السيادة الفلسطينية عليها».
أما نمر درويش فكان يقول: «إنهم يقبلون بالحل السياسي الذي يتم التوصل إليه عن طريق التفاوض بين القيادة الشرعية للشعب الفلسطيني ودولة إسرائيل، إنهم يقبلون بإقامة دولة فلسطينية على أي جزء من فلسطين، حتى لو كانت هذه الدولة في مدينة واحدة».

## إنتخابات الكنيست والمجالس المحلية
ضمن سعيها لتحسين أحوال فلسطينيي 1948 شاركت الحركة الإسلامية منذ عام 1984 في انتخابات المجالس المحلية العربية، أما انتخابات الكنيست فقد رفضت الحركة الإسلامية في بداية الأمر المشاركة فيها؛ لأن ذلك يعني إضفاء الشرعية من قبلها على دولة إسرائيل.
وقد فازت الحركة في أول انتخابات محلية تشارك فيها برئاسة مجلس محلي «كفر برا» وممثلها الشيخ كامل ريان، وحصلت على تمثيل في عضوية مجلس كفر قاسم والطيبة، وفي الانتخابات المحلية التالية عام 1989 فازت الحركة الإسلامية برئاسة 5 سلطات محلية في كل من أم الفحم برئاسة الشيخ رائد صلاح وكفر قاسم برئاسة الشيخ إبراهيم صرصور وجلجولية برئاسة الشيخ توفيق خطيب وراهط برئاسة الشيخ جمعة القصاصي وكفر برا، وحصلت على عضوية بعض المجالس البلدية في الناصرة برئاسة المهندس سلمان أبو أحمد وكفر كنا برئاسة الشيخ عاطف خطيب والفريدس والطيبة والطيرة وقلنسوة.
وقبيل انتخابات 1996 وقعت تطورات سياسية في الحركة الإسلامية يمكن أن نطلق عليها «انشقاقا» في صفوف الحركة، بعد أن قام عبد الله نمر درويش بتأسيس ما سُمي «التيار المعتدل للحركة» الذي تحالف مع الحزب الديمقراطي العربي في وقت لاحق، وخاض انتخابات الكنيست الرابعة عشرة 1996 معه في قائمة واحدة.
ومنذ ذلك الحين انقسمت الحركة الإسلامية إلى 3 تيارات قوية مرتبطة بـ3 شخصيات قيادية، هي:
- التيار الأول يمثله عبد الله نمر درويش، وهو تيار براجماتي (يعايش الواقع) يمتنع عن الاحتكاك بالسلطات، ويميل إلى الاندماج في الواقع الإسرائيلي؛ ولذلك فقد دفع هذا الاتجاه نحو المشاركة في الانتخابات عن طريق التصويت لمصلحة قائمة عربية حليفة. وهذا التيار أكثر وضوحا وعلانية في التعبير عن دعمه لعملية السلام واتفاق أوسلو، وذو علاقات قوية بالسلطة الوطنية الفلسطينية.
- التيار الثاني يقوده الشيخ رائد صلاح، وهو يقيم علاقات قوية بالحركات الإسلامية في الضفة والقطاع، وكان موقفه من الانتخابات العامة الإسرائيلية وسطًا بين رفض المشاركة فيها كحركة مع السماح لأنصار الحركة بالتصويت فيها لبناء قوة تصويت عربية، وقد حافظ هذا التيار على علاقات جيدة بالسلطات الإسرائيلية بعد أن أصبح يحكم العديد من البلديات كي يحصل على موارد لتمويل المشاريع التطويرية المحلية والخدمات.
- أما التيار الثالث فكان بقيادة الشيخ كمال الخطيب، وهو ذو مواقف علنية متشددة ضد المشاركة في الانتخابات الإسرائيلية.

وقد انضم التياران الأخيران في حركة واحدة أُطلق عليها "الحركة الإسلامية - الفرع الشمالي جناح الشيخ رائد"، أما التيار الأول فأصبح يحمل اسم "الحركة الإسلامية - الفرع الجنوبي جناح الشيخ "حماد أبو دعابس".

## سلطات الاحتلال الإسرائيلية ضد الجناح الشمالي
في 5 سبتمبر 1999 وقع حادثَا تفجير في مدينتي طبريا وحيفا؛ حيث انفجرت سيارتان مفخختان وزعم الاحتلال أنه كان يقودهما أشخاص من سكان قريتي دبورية والمشهد في الجليل الأعلى، اتهمتهم سلطات الاحتلال الإسرائيلية بالانتماء للجناح الشمالي من الحركة الإسلامية (بزعامة الشيخ رائد صلاح)، ومنذ ذلك الحين بدأت موجة من الخطوات ضد الجناح الشمالي من قبل أجهزة الأمن الإسرائيلية.
وتبع ذلك تقديم توصيات من جهاز الأمن العام (الشاباك) والشرطة تبناها وزير الأمن الداخلي آنذاك شلومو بن عامي ضد الجناح الشمالي، وتتلخص هذه التوصيات فيما يلي:
1. تُمنع خطب الجمعة في المساجد لرجال حماس أو مقربيهم داخل إسرائيل.
2. يُمنع دخول زعيم الجناح الشمالي الشيخ رائد صلاح ونائبه الشيخ كمال الخطيب إلى قطاع غزة أو الضفة الغربية، كما يتم منعهما من الخروج من البلاد.
3. يجرى فحص المصادر المالية التي تمول الحركة ومراقبة الأموال التي تدخل إلى المناطق الفلسطينية.
4. تمنع المهرجانات والتجمعات الكبيرة للجناح الشمالي.
5. يجرى إغلاق صحيفة «صوت الحق والحرية» الناطقة بلسان الجناح الشمالي، ويجرى إغلاق محطة الكوابل في أم الفحم.
6. إغلاق المؤسسات التربوية التعليمية التابعة للجناح الشمالي والتي لا تحمل ترخيصًا، مثل الكلية الإسلامية في أم الفحم.

وردًّا على ذلك أكدت «لجنة المتابعة العليا للجماهير العربية في إسرائيل» في بيان أصدرته في 30 سبتمبر 1999 رفضها لقرارات المجلس الوزاري المصغر المتعلقة بتحديد نشاط الحركة الإسلامية في إسرائيل، واعتبارها عودة للتعامل الأمني مع الجماهير العربية.
وبشكل عام أصبح الفرع الشمالي بقيادة الشيخ رائد صلاح يواجه مشاكل ومعوقات كبيرة وكثيرة مع السلطات الإسرائيلية بسبب نشاط مؤسسات حركته، والتي يزيد عددها عن 22 مؤسسة خدمية في جميع المجالات.

## فعاليات الجناح الشمالي
1. مهرجان «الأقصى في خطر»
2. دعوة الحركة الإسلامية إلى المظاهرات في الشارع الفلسطيني داخل إسرائيل للتضامن مع فلسطينيي الضفة والقطاع؛ الأمر الذي سبب مشاكل أمنية وأحرج إسرائيل أمام الرأي العام العالمي؛ حيث قتل في هذه المظاهرات 13 فلسطينيا من المواطنين الإسرائيليين.
3. موقف الحركة الإسلامية من الانتفاضة ونشاطاتها في دعم ومساعدة أسر القتلى والجرحى وكفالة أبناء القتلى والذين ينفذون عمليات انتحارية داخل إسرائيل، وكان قمة نشاط الحركة من خلال مؤسستها «لجنة الإغاثة الإنسانية» في مخيم جنين؛ حيث كانت الحركة أكبر جهة إغاثة على الإطلاق قامت بمساعدة وإغاثة مخيم جنين وإقامة مخيمات عاجلة لأهله وأهل المناطق المجاورة، وأعلنت الحركة أنها على استعداد لإعادة إعماره بالكامل.
4. مهرجان «صندوق طفل الأقصى» الذي أقامته الحركة للمرة الأولى داخل المسجد الأقصى من أسابيع قليلة، والذي شهد حضورًا عالميًّا لأجهزة الإعلام.
5. «مسيرة البيارق» وما حققته من ربط وتواصل بين الأقصى وفلسطينيي 48 حيث وصل عدد الحافلات التي قامت بنقل الفلسطينيين من جميع مدن والقرى داخل إسرائيل خلال سبتمبر الماضي فقط 457 حافلة تحمل المسلمين الذين قاموا بالصلاة داخل المسجد الأقصى، إضافة إلى مصاطب الأقصى التي تم إحياؤها لمواصلة الدروس الدينية.
6. تحريض البدو في أنحاء إسرائيل على عدم الخدمة في الجيش الإسرائيلي، وإقامة ندوات ونشاطات متنوعة للتوعية بخطورة التجنيد في الجيش الإسرائيلي على القضية الفلسطينية؛ وهو ما نتج عنه ازدياد ما يسمى بـ«قوافل الرافضين والتائبين»؛ الأمر الذي أدى إلى انخفاض واضح وملحوظ في نسبة البدو المنضمين للجيش الإسرائيلي، وقد صدرت إحصائيات عسكرية رسمية تفيد بتراجع نسبة المجندين من البدو، محذرة من خطورة ذلك في ظل تراجع المجندين اليهود وهروب نسبة كبيرة أخرى، خاصة أن البدو يؤدون دورًا هاما في حماية المستوطنات والتفتيش على المعابر ووحدات حرس الحدود.
7. موقف الحركة ونشاطها من قضية (الوقف الشهابي) في الناصرة والوقوف ضد الحكومة الإسرائيلية لمنع مصادرتها أوقاف المسلمين، وسعيها للإيقاع بين المسلمين والمسيحيين بالمدينة.
8. النشاط الدولي للحركة؛ حيث أصبحت عضوة في عدد من المؤسسات الإسلامية والعالمية تقوم من خلالها بفضح العنصرية الإسرائيلية تجاه فلسطينيي 48، وتوضيح حقيقة الوضع داخل إسرائيل وكذب ديمقراطيتها، إضافة إلى كسب الحركة تعاطف بعض المؤسسات العربية والإسلامية، والحصول على دعم منها لاستكمال مشاريع إعمار المسجد الأقصى والمقابر والمقامات الإسلامية التي تحاول إسرائيل الاستيلاء عليها.

## حظر الجناح الشمالي
في يوم الثلاثاء 17 نوفمبر 2015، أصدرت الحكومة الإسرائيلية قرارا بحظر الحركة الإسلامية (الجناح الشمالي) داخل الخط الأخضر، فيما استدعت بعضاً من قياداتها للتحقيق. وبررت الحكومة الإسرائيلية قرار الحظر بوقوف الحركة الإسلامية خلف تأجيج الاحتجاجات وأعمال العنف في المسجد الأقصى المبارك. وفور صدور القرار، داهمت الشرطة الإسرائيلية عدة مؤسسات تابعة للحركة وسلمت بلاغات استدعاء لعدد من قادة الحركة من بينهم رئيس الحركة الشيخ رائد صلاح ونائبه الشيخ كمال الخطيب.